# Saint-Gatien-des-Bois

Saint-Gatien-des-Bois este o comună în departamentul Calvados, Franța. În 1 ianuarie 2022 avea o populație de 1.313 de locuitori.